# I. gimnazija v Celju
I. gimnazija v Celju (pogovorno Kajuhova gimnazija), ustanovljena novembra leta 1808 v času Avstrijskega cesarstva, je ena najstarejših gimnazij v Sloveniji. Njena dejavnost je splošno srednješolsko izobraževanje, izvajano kot sistematično posredovanje znanja ter civilizacijskih in kulturnih vrednot.
I. gimnazija v Celju je heterogena srednja šola, saj izvaja več programov: ob splošni gimnaziji, v okviru katere že od leta 1990 delujejo tudi športni oddelki, ima še dva gimnazijska programa – klasično gimnazijo (od 2001) in umetniško gimnazijo glasbene smeri (od 1999). V šolskem letu 2013/2014, tj. v 206. letu delovanja šole, ima I. gimnazija 33 oddelkov z 880 dijaki in dijakinjami; 17 splošnogimnazijskih, 4 športne, 4 klasične in 4 kombinirane (splošnogimnazijsko-glasbene) oddelke.
Od ustanovitve pa do leta 1895 je pouk potekal samo v nemškem jeziku, šele potem tudi v slovenščini. Gimnazija je sprva delovala na Slomškovem trgu v Celju, pozneje pa na Muzejskem trgu. Obe stavbi danes še stojita. Današnjo stavbo gimnazije so dogradili decembra 1913, tik pred 1. svetovno vojno, od leta 1918 pa je pouk na tej izobraževalni ustanovi že redno tekel v slovenščini. Mnogo časa je bila to edina gimnazija v Celju in je v preteklosti nosila ime Gimnazija Celje. V obdobju politike usmerjenega izobraževanja v 1980-ih, ko so bile v Sloveniji ukinjene vse gimnazije, je osem let nosila zgolj naziv Srednja družboslovna šola, leta 1990 pa so ji povrnili status gimnazije.
I. gimnazija v Celju leži na obrobju mestnega jedra, sredi stanovanjske soseske Otok. V njeni neposredni bližini teče Savinja, ki je zgradbo že dvakrat poplavila: leta 1990 in 1998.
Po naslovu (Kajuhova 2) je pogovorno imenovana tudi Kajuhova gimnazija.

## Zgodovina
Korenine I. gimnazije v Celju segajo vse do leta 1808 in je tako ena najstarejših gimnazij v Sloveniji nasploh, v letu 2008 je praznovala 200-letnico delovanja. 
Že zgodaj v 19. stoletju je celjska gimnazija postala intelektualno središče Celjskega, Štajerske pa tudi drugih slovenskih pokrajin, saj so dijaki zaradi poceni življenja v Celju prihajali od vsepovsod. Sprva je pouk potekal le v nemškem jeziku, po letu 1895, ko je zaradi uvajanja slovenskih oddelkov odstopila celo avstrijska vlada Alfreda III. von Windisch-Graetza, pa tudi v slovenščini. Dve zgradbi, v katerih je nekoč delovala gimnazija (na Slomškovem in Muzejskem trgu), še vedno stojita. Sedanje gimnazijsko poslopje je bilo dograjeno tik pred 1. svetovno vojno, in to pod pogojem, da se v novi gimnaziji poučuje samo v nemškem jeziku. Vojna in razpad Avstro-Ogrske sta spremenila nemške načrte  –  v letu 1918 je pouk stekel v slovenščini. 
V Celju je bila med obema vojnama, ob nekaj strokovnih šolah, samo ta gimnazija. Po 2. svetovni vojni, ko je bila gimnazija osemletna, osnovna šola pa štiriletna, sta bili v Celju dve gimnaziji. Poleg I. gimnazije v Celju, ki se je že takrat tako tudi imenovala, je bila v Celju tudi II. gimnazija v Celju, sedanja III. osnovna šola v Vodnikovi ulici. V letih 1958 – 1982 je bila v Celju štiriletna splošna gimnazija spet samo ena – I. gimnazija v Celju. Do leta 1977 je nosila ime Gimnazija v Celju, od leta 1977 do 1982 pa Gimnazija Celje. Ko so bile v 80. letih v Sloveniji ukinjene vse gimnazije in uvedeno usmerjeno izobraževanje, se je osem let imenovala Srednja družboslovna šola Celje. V letu 1990 je spet postala gimnazija. V Celju sta nastali še dve splošni, kasneje pa še dve strokovni gimnaziji. Tako je v Celju sedaj pet gimnazij, tri pa še v bližnjih krajih: v Velenju, Rogaški Slatini, Slovenskih Konjicah in Slovenski Bistrici. Prva celjska gimnazija je ohranila ime, kakršnega je imela po 2. svetovni vojni – I. gimnazija v Celju.

#### Imena šole v obdobjih
| ime šole                        | v obdobju        | opomba |
| ------------------------------- | ---------------- | --- |
| I. gimnazija v Celju            | 1945 – 1958      | Ime II. gimnazija (ali tudi 'nižja gimnazija') je označevalo drugo štiriletno šolanje po obveznem štiriletnem osnovnošolskem programu. |
| Gimnazija v Celju               | 1958 – 1977      | |
| Gimnazija Celje                 | 1977 – 1982      | Navkljub drugačnemu imenu na naslovnici letopisov teh let.                                                                             |
| Srednja družboslovna šola Celje | 1982 – 1990      | Čas usmerjenega izobraževanja. |
| Gimnazija Celje                 | 1990 – 1995      | Povrnitev statusa gimnazije. |
| I. gimnazija v Celju            | 1995 – sedanjost | |

## Tradicija
Šola je zelo ponosna na svojo tradicijo. Obiskovali so jo nekateri znani Slovenci, med njimi tudi Aškerc, Kajuh in Slomšek, ki so morebiti njeni najbolj znani dijaki. 
Tudi med profesorji je bilo mnogo znanih slovenskih avtorjev in znanstvenikov. Mnogo ostalih prepoznavnih imen je navedeno pri koncu članka.
Gimnazija je v zgodovini delovala še v dveh drugih stavbah, ki še stojita, in sicer stavbi na Slomškovem in Muzejskem trgu. Sedanja stavba na Kajuhovi ulici 2 je bila izgotovljena v decembru leta 1913, vključno s staro telovadnico.

## Prostori v šoli
V zadnjem desetletju je šola z izgradnjo prostorov na vseh podstrešnih površinah pridobila večjo dvorano Gimnazijka na severnem delu visokega podstrešja in jedilnico z razdelilno linijo toplih obrokov na južnem delu. Dostop je možen tudi z zunanjim dvigalom. Na obeh nižjih krilih stavbe so sedaj urejeni: dve učilnici, kabineta in knjižnica. V njej je preko 20.000 knjižnih enot, tudi vse knjige, ki so obvezne za domače branje in maturo. Vse učilnice so multimedijsko opremljene, skoraj vse tudi z interaktivnimi tablami. Vzpostavljeno je Eduroam omrežje.
Sodobno zunanje športno igrišče obsega atletsko krožno stezo, košarkarko in odbojkarko igrišče, vse v tartanski prevleki, ter nogometno igrišče z umetno travo.

## Dejavnosti na šoli

### Šolski orkester
Mladinski orkester I. gimnazije v Celju sta septembra 1997 s pomočjo Antona Šepetavca ustanovila Simon Dvoršak in Gregor Deleja, nekdanja dijaka in maturanta I. gimnazije v Celju. Orkester ima v svoji sicer kratki zgodovini za sabo že številne priložnostne nastope in koncerte na Celjskem in drugod ter devet samostojnih koncertov.
Orkester uspešno sodeluje z Zavodom za zdravstveno varstvo Celje, Muzejem novejše zgodovine Celje, Rotary klubom Celje, Rotary in Rotaract kluboma iz Maribora, Društvom slovensko-avstrijskega prijateljstva iz Maribora, Univerzo v Mariboru in z različnimi priznanimi slovenskimi solisti ter zborom prve celjske gimnazije.

### Mešani mladinski pevski zbor
Pevska tradicija na I. gimnaziji v Celju sega v čas pred 2. svetovno vojno. Zbor je deloval pod vodstvom priznanih dirigentov Egona Kuneja, Cirila Vertačnika, Edvarda Goršiča in Adriane Požun – Pavlovič. V vseh obdobjih delovanja je bil zbor pomemben nosilec zborovskega poustvarjanja in je sodeloval na pevskih revijah in festivalih doma in v tujini. Leta 2004 je zbor prevzela Alenka Goršič - Ernst. Leta 2006 je na 20. državnem tekmovanju otroških in mladinskih pevskih zborov Zagorje 2006 zbor prejel srebrno priznanje, leta 2007 pa na 27. mednarodnem mladinskem pevskem festivalu v Celju zlato priznanje in posebno nagrado za najboljšo izvedbo romantične skladbe. Oktobra 2007 se je zbor udeležil 8. mednarodnega festivala Voices Unlimited v mestu Veldhoven na Nizozemskem, kjer je dosegel zlato priznanje s pohvalami (cum laude) za doseženih 99 točk. Na 21. državnem tekmovanju otroških in mladinskih pevskih zborov Zagorje 2008 je zbor osvojil zlato priznanje s pohvalami in priznanje za najboljši mladinski mešani pevski zbor. Leta 2008 so z zborom Veter nastopali v Viteški dvorani Križank, manjkali pa niso niti na Gimnazijadi v Litiji. Kakovost zbora se je pokazala tudi na slavnostnem koncertu ob 200-letnici I. gimnazije v Celju, kjer so pevci nastopili skupaj s simfoničnim orkestrom Slovenske filharmonije. Oktobra 2008 so se udeležili mednarodnega pevskega festivala na britanskem otoku Jersey, kjer so prejeli 1. nagrado med mešanimi zbori, nagrado občinstva in postali najboljši zbor festivala »choir of the choirs«. Na 28. mladinskem pevskem festivalu v Celju je zbor ponovno osvojil zlato priznanje.
Od šolskega leta 2009/2010 zbor deluje pod umetniškim vodstvom profesorja Tomaža Marčiča. Zbor vsako leto pripravi tradicionalni božično-novoletni koncert s šolskim orkestrom in pomladni koncert, na katerem se predstavi s tehtnejšim a cappella programom umetnih in slovenskih ljudskih pesmi. Poleg tega vsako leto nastopi na območni reviji otroških in mladinskih pevskih zborov Pesemca in zapoje na različnih občinskih proslavah ali prireditvah. Zbor sodeluje tudi z drugimi sestavi, npr. z Akademskim pevskim zborom Celje in Mladinskim simfoničnim orkestrom Glasbene šole Celje.

### Dijaška skupnost
Dijaška skupnost predstavlja telo predsednikov vseh oddelčnih skupnosti I. gimnazije v Celju. Glavni nameni delovanja dijaške skupnosti vključujejo spremljanje dela dijakov, pomoči, organizacije dejavnosti v okviru šole, prenos podatkov do dijakov in sodelovanja med posameznimi razredi.

### Matematična liga
Oktobra je na I. gimnaziji v Celju začela potekati Matematična liga, v kateri sodelujejo vsi dijaki, ki imajo radi matematiko. Matematična liga je sklop tekmovanja in domačega dela. Tekmovalci si zbirajo točke doma z vajami in v šoli na tekmovanju, ki je sestavljeno iz treh krogov. Najboljši tekmovalci si s tem pridobijo možnost nadaljnjega tekmovanja na izbirnem tekmovanju za uvrstitev na državno tekmovanje. Vse potrebno znanje za uspešno tekmovanje lahko dijaki dobijo na matematičnem krožku. Matematična liga tako ni le tekmovanje, ampak tudi proces učenja in spoznavanja novih matematičnih pojmov, kar dijakom med drugim omogoča uspešen nastop na tekmovanjih. Ob tem velja še posebej omeniti možnost statusa tekmovalca. Vsak dijak, ki sodeluje v matematični ligi, obiskuje krožek in redno tedensko izpolnjuje dodatno delo, lahko pridobi status tekmovalca.

### Šport na gimnaziji
I. gimnazija v Celju se je mnogokrat visoko uvrstila na tekmovanju za najboljšo športno šolo Slovenije. Priznanja vsako leto podeljuje Zavod za šport Slovenije. V kategoriji srednjih šol je navadno med tremi najboljšimi; v šolskih letih 2005/2006, 2006/2007 in 2008/2009 je osvojila 1. mesto.  
Športni uspehi, tako ekipni kot posamični, so opisani na šolski spletni strani. 
Na gimnaziji se od l. 1998 redno igra interna šolska nogometna liga, ki poteka skozi celo leto in se ob koncu šolskega leta zaključi s tradicionalnim zaključnim turnirjem najboljših štirih ekip. V njej je letno igralo že 30 moških in 18 ženskih ekip.
Ironija je, da I. gimnazija v Celju ni imela telovadnice oziroma je imela manjši telovadni prostor, ki ustreza srednje veliki učilnici. Po standardih Ministrstva za šolstvo, znanost in šport to naj ne bi bila telovadnica. Velika telovadnica bo dograjena v bližnji prihodnosti in bo zapolnila del igrišča za šolo. To se je zgodilo leta 2017, ko so slovesno odprli telovadnico z imenom Dvorana Kajuh.

## Znani dijaki
- Andrej Arko – anglist, rusist, pisatelj, prevajalec
- Anton Aškerc – pesnik, duhovnik, arhivist
- Aleksandra Balmazović – igralka
- Anton Bezenšek – stenograf, urednik, pedagog, založnik, slavist
- Ljerka Bizilj – televizijska novinarka in voditeljica,  političarka, poslanka, komparativistka
- Franjo Bobinac – pevec, poslovnež, predsednik uprave v Gorenju, diplomirani ekonomist
- Vlado Bojović – rokometaš, olimpijec, diplomirani pravnik
- Martin Cilenšek  –  botanik, poljudnoznanstveni pisec
- Janez Cvirn – zgodovinar, univerzitetni profesor
- Gregor Deleja – zborovodja, ravnatelj Gimnazije Celje - Center
- Karel Destovnik - Kajuh – pesnik, partizan, borec XIV. divizije
- Anžej Dežan – pevec
- Anton Dokler – srednješolski profesor, klasični filolog, prevajalec
- Jožica Dolenšek – fizičarka, profesorica, častna članica DMFA
- Ana Drev – alpska smučarka, olimpijka
- Franc Fazarinc – zdravnik, pilot
- Tina Gorenjak – pevka, igralka
- Igor Grdina – zgodovinar, slovenist
- Tomaž Gubenšek – igralec, dekan AGRFT
- Drago Hribar – novinar Dela, publicist
- Franc Jakopin – jezikoslovec, slavist, leksikograf, imenoslovec
- Manica Janežič Ambrožič – francistka, novinarka, televizijska voditeljica in urednica
- Orest Jarh – fizik
- Alenka Jovanovski – pesnica, literarna kritičarka, zgodovinarka, prevajalka
- Igor Karlovšek – pisatelj, pravnik
- Matjaž Kmecl – slavist, književni zgodovinar, teoretik, pisatelj, politik
- Rotija Kmet Zupančič – mag. ekonomije, urednica
- Anton Kolar – glasbenik, dirigent, skladatelj, pianist, violinist, tolkalist, glasbeni esejist
- Matej Krajnc - pesnik, pisatelj, prevajalec, publicist, glasbenik
- Tone Kregar – sociolog, zgodovinar, tekstopisec, pevec Mi2
- Jana Kvas – slavistka, pesnica, šansonjerka
- Janez "Hanza" Lesjak - ekonomist
- Janko Lešničar – zdravnik, infektolog, častni meščan Celja
- Marianne Elisabeth Lloyd-Dolbey – osebna tajnica brunejskega sultana
- Stanko Lorger – atlet, olimpijec, matematik, fizik, profesor, častni meščan Celja
- Drago Matko – elektroinženir, univerzitetni profesor
- Rok Marguč – deskar na snegu, olimpijec
- Franc Ksaver Meško – duhovnik, pisatelj
- Ivo Milovanovič – športni novinar
- Petra Nareks – judoistka, olimpijka
- Karel Natek – geograf, univerzitetni profesor
- Božena Orožen – slavistka, rusistka, književna zgodovinarka, publicistka, domoznanka
- Fran Orožen – geograf, zgodovinar
- Ignacij Orožen – duhovnik, zgodovinar
- Valentin Orožen – duhovnik, pesnik
- Darinka Pavletič-Lorenčak – slikarka, pesnica, častna meščanka Celja
- Oto Pestner – pevec, skladatelj
- Brane Piano – novinar, publicist
- Aleš Pipan – košarkar, trener, selektor
- Maks Pleteršnik – jezikoslovec, slovaropisec
- Petra Pogorevc – novinarka, kritičarka, publicistka, prevajalka
- Simona Klemenčič – jezikoslovka, pisateljica, pedagoginja, prevajalka
- Vasja Predan – slavist, teatrolog, književni kritik, publicist, urednik
- Srečko Puncer – borec za severno mejo
- Davorin Ravljen – novinar, pisatelj
- Tanja Ribič – pevka, igralka
- Jurij Sadar – arhitekt
- Mojmir Sepe – glasbenik, skladatelj
- Anton Martin Slomšek – duhovnik, pisatelj, pedagog, skladatelj
- Katarina Srebotnik – tenisačica, olimpijka
- Janez Stanonik – germanist, član SAZU
- Anton Šepetavc – profesor, ravnatelj I. gimnazije v Celju
- Boško Šrot – pravnik, direktor pivovarne Laško
- Bojan Šrot – pravnik, sodnik, odvetnik, alpinist, bivši župan Mestne občine Celje
- Jernej Štromajer – politik, politolog, državni sekretar
- Tone Tiselj – rokometaš, trener, selektor
- Josip Tominšek – jezikoslovec, slavist, literarni zgodovinar, planinec, častni meščan Celja
- Beno Udrih – košarkar v NBA, državni reprezentant
- Bernard Vajdič – alpski smučar
- Bogumil Vošnjak – pravnik, politik, diplomat, zgodovinar
- Josip Vošnjak – politik, zdravnik, pisatelj
- Dalibor »Bori« Zupančič – glasbenik, slikar, karikaturist, ilustrator

## Znani profesorji
- Srečko Brodar – arheolog
- Marja Boršnik – literarna zgodovinarka, univerzitetna profesorica
- Jožica Dolenšek – fizičarka
- Jože Grasselli – matematik
- Vendelin (Lin) Legiša - literarni zgodovinar
- Matej Rode – slavist, rusist, prevajalec, publicist
- Božena Orožen – slavistka, rusistka, književna zgodovinarka, publicistka, domoznanka
- Janko Orožen – zgodovinar
- Bojan Prašnikar – nogometaš, trener, selektor
- Albert Sirk – slikar
- Fran Žgeč – pedagog